# Libre (film)
Libre è un film del 2024 scritto e diretto da Mélanie Laurent.

## Trama
Il film segue la storia vera e le vicende di Bruno Sulak, la storia del rapinatore più famoso e non violento di Francia che negli anni '80 mise a segno moltissime rapine e divenne famoso anche per le sue molteplici fughe sempre per ricongiungersi con la sua amata e complice Annie Bragnier.

## Distribuzione
Il film è stato distribuito sulla piattaforma Amazon Prime Video dal 1º novembre 2024.